# Lipa (rejon doliński)
Lipa (ukr. Липа) – wieś na Ukrainie, w  obwodzie iwanofrankiwskim, w rejonie dolińskim.